# 巴黎深淵
《巴黎深淵》（法語：Sous la Seine）是2024年Netflix原創法国動作恐怖電影，由哈維爾·根斯执导，他与雅尼克·達漢（Yannick Dahan）、莫德·海楊格（Maud Heywang）和雅爾·朗曼（Yaël Langmann）共同编剧。该片由贝热尼丝·贝乔領銜主演，她饰演一名悲痛的海洋生物学家，当塞纳河出现一只巨型鲨鱼时，她被迫面对她的悲惨过去以拯救巴黎免于血洗。
这部电影以1960万欧元的预算制作，並於2024年6月3日在Netflix上映，最初获得褒贬不一乃至好评，一些评论家将其与1975年的《大白鯊》以及其他鲨鱼电影进行比较。随后的评论则不那么友好。

## 剧情
在太平洋垃圾帶附近，海洋研究员索菲亚·阿萨拉斯和她的团队正在寻找一只标记过的尖吻鯖鲨——莉莉丝。她的丈夫克里斯带领潜水团队包括山姆、胡安和汤姆，留下索菲亚和杰德在船上。团队首先观察到一种不寻常的景象——尖吻鯖鲨群体狩猎，然后他们找到了莉莉丝，牠自上次被发现以来变得更大了。由于鲨鱼表现得没有攻击性，克里斯试图从莉莉丝身上取血样，但鲨鱼突然咬死了他、山姆、胡安和汤姆。索菲亚离开船只去追莉莉丝，但被困在网中，被拖到水下深处，鲨鱼则逃入深海。她设法解脱，但因压力急剧变化受伤。
三年后，索菲亚在巴黎的一家水族馆工作。环保人士米卡告诉索菲亚，莉莉丝的追踪信标仍然活跃，并且牠从太平洋游到了塞纳河，似乎被困在城市里。一个男子被发现死于鲨鱼咬伤后，潜水员阿迪尔聘请索菲亚帮助寻找和杀死鲨鱼，但米卡和她的女友本在他们找到鲨鱼前关闭了信标，希望稍后能拯救牠。索菲亚和阿迪尔请求巴黎市长推迟即将到来的铁人三项比赛。市长拒绝，强调该赛事对在奥运会筹备期间聚焦全球注意力的重要性，已花费数十亿欧元。米卡向公众揭露了莉莉丝的存在，并带领一群支持者进入城市的地下墓穴，那里是城市污水池的位置，以寻找牠。本告诉索菲亚米卡的计划后，索菲亚和阿迪尔的团队在重新激活莉莉丝的信标后进入地下墓穴寻找他们。
米卡启动一个脉冲以吸引莉莉丝到她的团队聚集的地方，并游到水库中央。阿迪尔的团队刚到，莉莉丝和一只幼鲨（莉莉丝的后代）就出现了。米卡拒绝听从警告离开水面，在她抚摸幼鲨后，莉莉丝袭击并杀死了她，引起大规模恐慌，导致多人受伤，十二人死亡，包括本和阿迪尔团队的警察官员利奥波德。事后，索菲亚和阿迪尔发现幼鲨已经死了，经过检查，他们发现它已经适应淡水并且通过孤雌生殖怀孕，如果不捕捉莉莉丝，牠可能会生出更多变异后代。市长将责任推给他人，下令杀死鲨鱼，并仍然拒绝取消次日在河上举行的铁人三项赛。她在电视采访中淡化了鲨鱼带来的危险。
索菲亚和阿迪尔制定了一个计划，用爆破专家波伊卡德和贝鲁蒂的帮助引诱莉莉丝离开地下墓穴并炸死牠。随着市长宣布铁人三项赛开始，游泳者下水，阿迪尔的团队卡罗、阿达玛、安热尔和马克斯开始执行计划。在水下，索菲亚和阿迪尔在设置陷阱时遇到了一大群幼鲨。这些鲨鱼杀死了波伊卡德、贝鲁蒂和阿达玛，阿迪尔引爆炸药，似乎摧毁了这群幼鲨，只剩下巨大的莉莉丝幸存。牠掀翻了警察船，杀死了卡罗和马克斯，并向铁人三项游去。市长和观众惊恐地看到数名游泳者被袭击和杀死。尽管阿迪尔警告河床上有未爆炸弹，军队仍向莉莉丝开火。水中的干扰和莉莉丝的动作引起了河底未爆弹的移动和爆炸，将市长、安热尔和许多观众抛入水中。连锁反应的爆炸摧毁了几座桥梁，并造成了将巴黎市中心完全淹没的海啸。索菲亚和阿迪尔被困在洪水中的建筑屋顶上，被莉莉丝和幸存的幼鲨包围。
片尾暗示，莉莉丝和牠的后代已经在世界主要河流城市（巴黎、伦敦、纽约、曼谷、威尼斯和东京）繁衍，并且似乎像索菲亚担心的那样，已经殖民了整个世界。

## 演員及角色
- 貝芮妮絲·貝喬 飾演 Sophia
- 納希姆·梨耶斯 飾演 Adil
- 蕾雅·雷維安特（法语：Léa Léviant） 飾演 Mika
- 桑德拉·帕爾費（Sandra Parfait）飾演 Caro
- 阿克塞爾·烏斯敦（法语：Aksel Ustun） 飾演 Nils
- 奧瑞莉亞·佩蒂特（英语：Aurélia Petit） 飾演 Angèle
- 馬文·杜巴特（法语：Marvin Dubart） 飾演 Markus
- 道達·凱塔（Daouda Keita）飾演 Leopold
- 易卜拉欣·巴（Ibrahima Ba）飾演 Adama
- 安妮·瑪麗文（英语：Anne Marivin） 飾演 巴黎市長
- 斯特凡納·雅克沃特（Stéphane Jacquot）飾演 Poiccard
- 讓·馬克-貝魯（Jean-Marc Bellu）飾演 Berruti
- 森本渚 飾演 Ben
- 亞尼克·喬雷特（法语：Yannick Choirat） 飾演 Chris
- 伊納基·拉提格（Iñaki Lartigue）飾演 Juan
- 維克多·龐蒂科夫（Victor Pontecorvo）飾演 Sam
- 湯瑪斯·艾斯皮內拉（Thomas Espinera）飾演 Tom
- 阿內·帕雷洛（Anaïs Parello）飾演 Jade
- 伊萬·岡薩雷斯（西班牙语：Iván González Sainz） 飾演 André
- 派屈克·布拉德斯（法语：Patrick Ligardes） 飾演 巴黎省長
- 莫德·福爾熱（英语：Maud Forget） 飾演 體育記者
- 強納斯·迪納爾（法语：Jonas Dinal） 飾演 Adewale
- 雨果·托帕哈迪（Hugo Trophardy）飾演 Victor
- 伊夫·卡爾維（英语：Yves Calvi） 飾演 他自己
- 瑞奇·川博德（法语：Ricky Tribord） 飾演 海軍陸戰隊軍官
- 波普先生（法语：Monsieur Poulpe） 飾演 鐵人三項游泳運動員

## 評價
根据評論匯總网站爛番茄汇总的10篇评论文章，50%的评论家给予该作正面评价，平均打分为5.5分（满分10分）
在Metacritic上，5位影評人共給予了57分的分數（滿分100分），這部電影獲得了「評價褒貶不一或一般」。